# Bitwa pod Verdun (1792)
Bitwa pod Verdun – starcie zbrojne, które miało miejsce 20 sierpnia 1792 r. podczas wojny Francji z I koalicją.
Bitwa zakończyła się zwycięstwem armii pruskiej nad wojskami rewolucyjnej Francji. Prusacy opanowali Verdun i otworzyli drogę na zachód, do Paryża. Wynik bitwy wywołał panikę we francuskiej stolicy i do armii republikańskiej zaczęły się zgłaszać rzesze ochotników.